# Raman Haloŭčenka
Raman Aljaksandravič Haloŭčenka (in bielorusso Раман Аляксандравіч Галоўчэнка?;in russo Роман Александрович Головченко?, Roman Aleksandrovič Golovčenko; Žodzina, 10 agosto 1973) è un politico e diplomatico bielorusso, decimo Primo ministro della Bielorussia dal 4 giugno 2020 al 10 marzo 2025 e Presidente della Banca nazionale della Bielorussia dal 10 marzo 2025.

## Biografia
Nato a Žodzina come figlio unico si è trasferito insieme alla famiglia all'età di 10 anni a Minsk, dove ha frequentato la scuola secondaria. Nel 1996 si è laureato all'Istituto statale di Mosca per le relazioni internazionali (MGIMO) in diplomazia internazionale e nel 2003 all'Accademia della pubblica amministrazione con specializzazione in economia e gestione delle attività economiche straniere.
Tra il 1997 e il 2002 ha lavorato presso il segretariato del Consiglio di sicurezza della Repubblica di Bielorussia e poi fino al 2005 ha lavorato presso l'ufficio del Procuratore generale. Tra il 2005 e il 2006 è stato consulente del dipartimento per gli affari esteri dell'Amministrazione presidenziale e poi tra il 2006 e il 2009 consulente del dipartimento per la cooperazione nella sicurezza internazionale del Consiglio di sicurezza.
Nominato vicepresidente del Comitato statale militare-industriale nel luglio 2009 è poi passato all'attività diplomatica. Nel corso degli anni successivi è stato nominato dal Presidente della Repubblica Aljaksandr Lukašėnka ambasciatore straordinario e plenipotenziario in Kuwait, Qatar, Emirati Arabi Uniti ed Arabia Saudita.

Il 18 agosto 2018 è stato nominato Presidente del Comitato statale militare industriale.

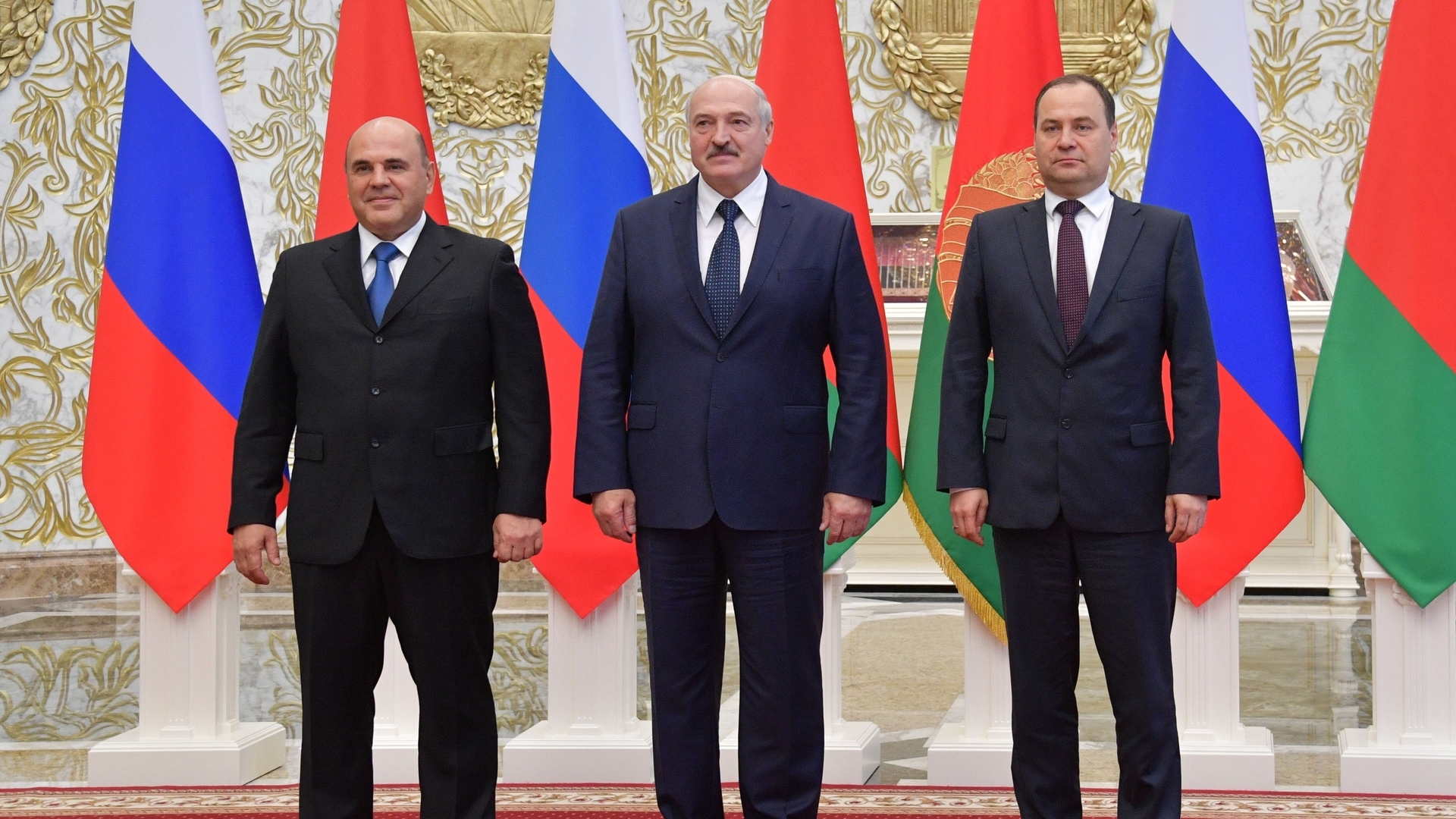
Haloŭčenka (a destra) assieme ad Aljaksandr Lukašėnka (in centro) e Michail Mišustin (a sinistra).

In seguito alla forte crisi economica che ha investito il paese il Presidente Lukašėnka ha annunciato il ritiro delle deleghe al Primo ministro Siarhiej Rumas nominando Haloŭčenka Primo ministro il 4 giugno 2020, pochi mesi prima rispetto alle elezioni presidenziali. Ha rassegnato le dimissioni dall'incarico il 17 agosto successivo venendo poi nominato nuovamente Primo ministro due giorni dopo.

## Vita privata
Ha un figlio dal suo primo matrimonio e due figlie dal suo secondo matrimonio. Suo figlio, Georgij Jackovskij, è uno studente dell'Università tecnica statale moscovita N. Ė. Bauman. Parla correntemente inglese, arabo, tedesco e polacco.